# Football League 2 2011-2012 (Grecia)
La Football League 2 2011-2012 è la 37ª edizione del campionato greco di calcio di terzo livello ed è il secondo campionato con la denominazione Football League 2.

## Gruppo 1 (Sud)

### Squadre partecipanti
| Squadra          | Città      |
| ---------------- | ---------- |
| Apollōn Smyrnīs  | Atene      |
| Asteras Magoulas | Magoula    |
| AO Chania        | La Canea   |
| Glyfada          | Glifada    |
| Īlisiakos        | Zografo    |
| Kalamata         | Calamata   |
| Panīleiakos      | Pyrgos     |
| Proodeftikī      | Korydallos |
| Rouf             | Atene      |
| Rouvas           | Rouvas     |
| Zakynthos        | Zante      |

### Classifica
|  | Pos. | Squadra          | Pt | G  | V  | N  | P | GF | GS | DR  |
|  | ---- | ---------------- | -- | -- | -- | -- | - | -- | -- | --- |
|  | 1.   | Apollōn Smyrnīs  | 40 | 20 | 12 | 4  | 4 | 28 | 12 | +16 |
|  | 2.   | Panīleiakos      | 35 | 20 | 10 | 5  | 5 | 24 | 16 | +8  |
|  | 3.   | Zakynthos        | 29 | 20 | 9  | 2  | 9 | 20 | 25 | -5  |
|  | 4.   | Glyfada          | 29 | 20 | 7  | 8  | 5 | 24 | 19 | +5  |
|  | 5.   | Kalamata         | 28 | 20 | 6  | 10 | 4 | 13 | 15 | -2  |
|  | 6.   | Rouvas           | 25 | 20 | 7  | 4  | 9 | 18 | 22 | -4  |
|  | 7.   | AO Chania        | 24 | 20 | 6  | 6  | 8 | 18 | 20 | -2  |
|  | 8.   | Asteras Magoulas | 23 | 20 | 5  | 8  | 7 | 19 | 22 | -3  |
|  | 9.   | Proodeftikī      | 22 | 20 | 5  | 7  | 8 | 16 | 20 | -4  |
|  | 10.  | Īlisiakos        | 21 | 20 | 5  | 6  | 9 | 17 | 22 | -5  |
|  | 11.  | Rouf             | 19 | 20 | 3  | 10 | 7 | 22 | 26 | -4  |

Legenda:

      Ammesse in Football League 2012-2013
       Ammesse ai play-off
       Ammesse ai play-out
      Retrocesse in Delta Ethniki 2012-2013

## Gruppo 2 (Nord)

### Squadre partecipanti
| Squadra                   | Città                      |
| ------------------------- | -------------------------- |
| Aetos Skydra              | Skydra                     |
| Apollōn Kalamarias        | Kalamaria                  |
| Doxa Kranoula             | Kranoula fraz. di Giannina |
| Ethnikos Gazoros          | Serres                     |
| Ikonomos Tsaritsani       | Tsaritsani                 |
| Īraklīs                   | Salonicco                  |
| Megas Alexandros Iraklias | Iraklia Serron             |
| Nikī Volo                 | Volos                      |
| Odysseas Anagennisi       | Anagennisi                 |
| Tīlykratīs                | Leucade                    |
| Tyrnavos                  | Tyrnavos                   |
| Vataniakos                | Katerini                   |

### Classifica
|  | Pos. | Squadra                   | Pt | G  | V  | N | P  | GF | GS | DR  |
|  | ---- | ------------------------- | -- | -- | -- | - | -- | -- | -- | --- |
|  | 1.   | Ethnikos Gazoros          | 43 | 22 | 13 | 4 | 5  | 37 | 17 | +20 |
|  | 2.   | Nikī Volo                 | 40 | 22 | 11 | 7 | 4  | 31 | 11 | +20 |
|  | 3.   | Ikonomos Tsaritsani       | 39 | 22 | 11 | 6 | 5  | 27 | 16 | +11 |
|  | 4.   | Apollōn Kalamarias        | 38 | 22 | 10 | 8 | 4  | 25 | 15 | +10 |
|  | 5.   | Īraklīs                   | 36 | 22 | 9  | 9 | 4  | 31 | 14 | +17 |
|  | 6.   | Tīlykratīs                | 35 | 22 | 10 | 5 | 7  | 22 | 15 | +7  |
|  | 7.   | Tyrnavos                  | 35 | 22 | 9  | 8 | 5  | 22 | 17 | +5  |
|  | 8.   | Vataniakos                | 24 | 22 | 6  | 6 | 10 | 16 | 26 | -10 |
|  | 9.   | Doxa Kranoula             | 22 | 22 | 5  | 7 | 10 | 17 | 25 | -8  |
|  | 10.  | Megas Alexandros Iraklias | 20 | 22 | 5  | 5 | 12 | 20 | 43 | -23 |
|  | 11.  | Odysseas Anagennisi       | 20 | 22 | 4  | 8 | 10 | 15 | 30 | -15 |
|  | 12.  | Aetos Skydra              | -4 | 22 | 2  | 1 | 19 | 14 | 48 | -34 |

Legenda:

      Ammessi in Football League 2012-2013
       Ammesse ai play-off
 Ammesso ai play-out
      Retrocesse in Delta Ethniki 2012-2013

### Spareggio per il decimo posto
| Squadra 1                 | Risultato | Squadra 2           |
| ------------------------- | --------- | ------------------- |
| Megas Alexandros Iraklias | 4 – 1     | Odysseas Anagennisi |

## Play-off

### Classifica
|  | Pos. | Squadra             | Pt | G | V | N | P | GF | GS | DR |
|  | ---- | ------------------- | -- | - | - | - | - | -- | -- | -- |
|  | 1.   | Nikī Volo           | 13 | 6 | 3 | 2 | 1 | 12 | 6  | +6 |
|  | 2.   | Ikonomos Tsaritsani | 12 | 6 | 3 | 3 | 0 | 7  | 3  | +4 |
|  | 3.   | Zakynthos           | 5  | 6 | 1 | 2 | 3 | 8  | 9  | -1 |
|  | 4.   | Panīleiakos         | 5  | 6 | 0 | 3 | 3 | 7  | 16 | -9 |

Legenda:

      Promosso in Football League 2012-2013
Note:

Tre punti a vittoria, uno a pareggio, zero a sconfitta.
Niki Volos e Paniliakos +2 punto

## Play-out
| Squadra 1   | Risultato | Squadra 2                 |
| ----------- | --------- | ------------------------- |
| Proodeftikī | 1 – 0     | Megas Alexandros Iraklias |